# Teucholabis (Paratropesa) inouei
Teucholabis (Paratropesa) inouei is een tweevleugelige uit de familie steltmuggen (Limoniidae). De soort komt voor in het Palearctisch gebied.